# フリーダム・アット・ミッドナイト
『フリーダム・アット・ミッドナイト』（Freedom at Midnight）は、アメリカのピアニスト、デイヴィッド・ベノワがGRPより1987年に発売したアルバム。
GRP移籍後の第一弾アルバムで、友人であるラス・フリーマンをはじめザ・リッピントンズのメンバーが参加している。タイトル・トラックはヒット曲となり、また「Key's Song」は日本人の妻に捧げられている。ジェフリー・ウィーバーとセス・マーシャルとの共同プロデュース作品。

## トラック・リスト
トラック・リストの出典は。
| #         | タイトル                          | 作詞・作曲   | 時間  |
| --------- | --------------------------------- | ------------ | ----- |
| 1.        | 「"Freedom at Midnight"」         | Benoit, East | 4:14  |
| 2.        | 「"Along the Milky Way"」         | Benoit       | 4:08  |
| 3.        | 「"Kei's Song"」                  | Benoit       | 4:39  |
| 4.        | 「"The Man with the Panama Hat"」 | Benoit       | 4:18  |
| 5.        | 「"Pieces of Time"」              | Benoit       | 3:16  |
| 6.        | 「"Morning Sojourn"」             | Benoit       | 4:22  |
| 7.        | 「"Tropical Breeze"」             | Benoit       | 4:43  |
| 8.        | 「"Passion Walk"」                | Benoit       | 5:13  |
| 9.        | 「"Del Sasser"」                  | Jones, Wolf  | 6:03  |
| 10.       | 「"The Last Goodbye"」            | Benoit       | 5:32  |
| 合計時間: | 合計時間:                         | 合計時間:    | 48:18 |

## パーソネル
- デイヴィッド・ベノワ (David Benoit) - ピアノ (#1,3,4,5,6,9,10(ソロ))、カワイ・ミディ・エレクトリック・グランドピアノ (#2.7.8)
- サム・ライニー (Sam Riney) - テナー・サックス (#1,7)、アルト・サックス (#6(ソロ),9)、ソプラノ・サックス (#4,5,8)
- ランディー・カーバー (Randy Kerber) - シンセサイザー (#5,9,10以外)
- ダン・ハフ (Dan Huff) - ギター (#1,2,4,8)
- ラス・フリーマン (Russ Freeman) - ギター (#5)
- ボブ・フェルドマン (Bob Feldman) - ベース (#3,5,6,7)
- エイブラハム・ラボリエル (Abraham Laboriel) - ベース (#1,2,4)
- ジョン・パティトゥッチ (John Patitucci) - アップライト・ベース (#9)、アコースティック・ベース (#9)
- トニー・モラレス (Tony Morales) - ドラム (#3,5,6,7)
- ジェフ・ポーカロ (Jeff Porcaro) - ドラム (#1,2,4,8)
- マイケル・フィッシャー (Michael Fisher) - パーカッション (#3,5,6,7)
- ジョー・ポーカロ (Jeo Porcaro) - パーカッション (#1,2,4,6,8)
- レニー・カストロ (Lenny Castro) - パーカッション (#1,2,4)
- 喜多嶋修 (Osamu Kitajima) - 琴 (#2)